# Charcotiana
Charcotiana is een monotypisch geslacht van korstmossen behorend tot de familie Teloschistaceae. Het bevat alleen Charcotiana antarctica.